# Рябово (село, Увинский район)
Ря́бово — село в Увинском районе Удмуртии, входит в состав Ува-Туклинского сельского поселения.

## География
Село находится на расстоянии 11 км к юго-западу от посёлка Ува, административного центра района, и 69 км к западу от города Ижевск, столицы республики.

### Часовой пояс
Село Рябово, как и вся Удмуртская Республика, находится в часовой зоне МСК+1. Смещение применяемого времени относительно UTC составляет +4:00.

## Население
| 2010 | 2012 |
| ---- | ---- |
| 874  | ↗880 |

## Улицы
| - ул. Молодёжная, - пер. Новый, - ул. Песочная, - ул. Подгорная, - ул. Полевая, | - ул. Поселковая 1-я, - ул. Поселковая 2-я, - ул. Советская, - ул. Станционная, - ул. Центральная. |